# Xinshougang
Xinshougang (in cinese: 新首钢站S, Xīnshǒugāng zhànP), indicata sulla segnaletica ufficiale anche con la dicitura Shougang Park, è una stazione, nonché capolinea meridionale, della linea 11 della metropolitana di Pechino.
La stazione prende il nome dallo Shougang Park in cui è collocata, un tempo sito di produzione del Gruppo Shougang, uno dei più antichi e importanti produttori di acciaio della Cina.

## Storia
Il 5 dicembre 2019, la Commissione nazionale per lo sviluppo e la riforma della Repubblica Popolare Cinese ha approvato la revisione del piano di costruzione della seconda fase della rete metropolitana di Pechino, includendo anche la stazione Xinshougang. Pochi giorni dopo, l’8 dicembre, sono ufficialmente iniziati i lavori di costruzione della stazione.
Nel settembre 2020, la Commissione per la pianificazione e le risorse naturali di Pechino ha pubblicato l’avviso con le proposte di denominazione delle stazioni lungo il tratto ovest della linea 11, indicando il nome Xinshougang per questa fermata. A dicembre dello stesso anno è stato completato il corpo principale della stazione.
Il 31 dicembre 2021, la stazione Xinshougang è entrata in funzione con l’apertura al pubblico del tratto occidentale della linea 11, ad eccezione della fermata Moshikou.
Nell’aprile 2024 è stato pubblicato il bando di gara per la seconda fase della linea 11, che prevede un'estensione verso sud della linea a partire dalla stazione di Xinshougang.

### Sviluppi futuri
A giugno 2018, secondo il Piano generale della città di Pechino (2016-2035) e la rete di trasporto metropolitano prevista a lungo termine, la stazione Xinshougang è stata pianificata come futuro nodo di interscambio con la linea 18.

## Posizione
La stazione Xinshougang si trova nel distretto di Shijingshan, a Pechino, nella periferia occidentale della città, all'interno del Sesto anello autostradale. La stazione è situata all'incrocio tra Xiulichang Street e Shijingshan, all'interno del Parco Shougang, e dista circa 20 km dal centro di Pechino.
La stazione sorge nell'area riqualificata del distretto industriale di Shougang, dove è stata realizzato il Big Air Shougang che ha ospitato le gare di Big air e trampolino delle Olimpiadi invernali di Pechino 2022. Nelle vicinanze si trova lo Shougang District, un moderno parco commerciale e culturale costruito all’interno del complesso industriale riqualificato, che include coworking, ristoranti, gallerie e ampi spazi verdi.

## Struttura e impianti
| Unknown route-map component "utSTRf" | Unknown route-map component "utSTRg" |

| Unknown route-map component "utABZg2" | Unknown route-map component "utSTR+tc3" |

| Unknown route-map component "utSTR+tc1" | Unknown route-map component "utABZg+4" |

| Unknown route-map component "utPSTR(L)" | Unknown route-map component "utPSTR(R)" |

| Unknown route-map component "utPSTR(L)" | Unknown route-map component "utPSTR(R)" |

| Urban tunnel straight track | Urban tunnel straight track |

| Urban tunnel straight track | Urban tunnel straight track |

| Urban tunnel straight track | Urban tunnel straight track |

| Urban tunnel straight track | Urban tunnel straight track |

| Urban tunnel straight track | Urban tunnel straight track |

| Unknown route-map component "utENDEe" | Unknown route-map component "utENDEe" |

La stazione di Xinshougang è strutturata su tre livelli sotterranei, con una configurazione a tre campate. Il primo livello sotterraneo è integrato con gli edifici circostanti. Il secondo livello ospita il piano atrio, suddiviso da barriere e tornelli in un’area a pagamento centrale e due aree non a pagamento alle estremità. Il terzo livello ospita il piano dei binari, dotato di una banchina a isola. Il collegamento tra l’atrio e il piano binari è garantito da tre scale mobili, scale fisse e un ascensore. La stazione ha una lunghezza totale di 337 metri, con una banchina lunga 140 metri e larga 14.
L'accesso alla stazione è consentito tramite quattro ingressi, indicati con le lettere A, B, C e D. L'ingresso A è accessibile ai portatori di disabilità motoria.
A livello architettonico e decorativo, Xinshougang presenta un design del piano atrio semplice e arioso, in cui pareti rosse decorate con motivi di fiocchi di neve e un banco informazioni a servizio aperto fondono armoniosamente elementi cinesi, riferimenti ai Giochi olimpici invernali e l’identità storica dell’area circostante. Il piano del binario adotta il rosso cinese come colore principale, trasmettendo un senso di energia e vitalità. Gli elementi decorativi – come i fiocchi di neve sulle pareti e le lampade in stile tradizionale cinese – combinano influenze classiche e moderne, donando alla stazione un aspetto elegante ma anche vivace e giocoso.
Esclusivamente durante il periodo dei Giochi olimpici invernali di Pechino 2022, sui pilastri dei binari sono stati affissi pannelli con curiosità e informazioni sugli sport invernali, permettendo ai passeggeri di approfondire la conoscenza delle Olimpiadi durante l’attesa. Sulle porte dei treni sono stati applicati adesivi con il simbolo del fiocco di neve, per offrire ai viaggiatori l’emozione di sentirsi immersi nell’atmosfera dei Giochi olimpici invernali.

## Servizi
La stazione dispone di:
- Accessibilità per portatori di handicap
- Ascensori
- Scale mobili
- Emettitrice automatica biglietti
- Servizi igienici
- Sportello automatico
- Stazione video sorvegliata
- Ufficio polizia

### Orari
In direzione del capolinea settentrionale di Moshikou, sono attivi tutti i giorni treni dalla stazione di Xinshougang dalle 5:28 alle 22:18.

## Interscambi
- Fermata autobus